# 上施奈德山

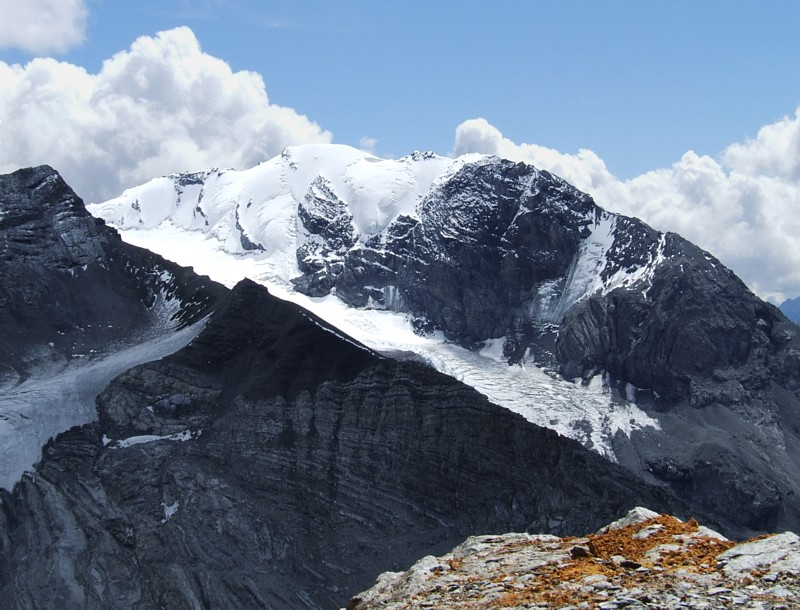

46°29′44″N 10°27′25″E / 46.49556°N 10.45694°E
上施奈德山（德語：Hohe Schneide），是意大利的山峰，位於該國北部，由松德里奧省負責管轄，屬於奥特莱斯山的一部分，海拔高度3,434米，人類在1872年首次登頂。